# Massacre de l'École d'artillerie d'Alep
Le Massacre de l'École d'artillerie d'Alep est un massacre de cadets alaouites de l'armée syrienne par les Frères musulmans qui s'est déroulé le 16 juin 1979 dans le cadre de l'insurrection des Frères musulmans en Syrie (1976-1982).

## Déroulement
Le 16 juin 1979 à l’école d'artillerie d'Alep, un officier en service, Ibrahim el-Youssef, musulman sunnite baassiste et membre des Frères musulmans qui se font appeler les « at-Tali’a al-Muqatila » avec pour meneur `Adnan `Uqla, massacre avec ses complices entre 32 et 83 cadets alaouites,.
L'officier de service chargé de l'école appelle les élèves alaouites pour une réunion matinale d'urgence. Quand ces derniers arrivent, l'officier et ses complices ouvrent le feu sur les élèves non armés avec des armes automatiques et des grenades. Bien que les cibles aient été principalement des élèves alaouites, des élèves chrétiens et sunnites ont été tués selon le Ministre de l'Information, Ahmad Iskander Ahmad.
Le 22 juin 1979, le Ministre syrien de l'Intérieur, Adnan al-Dabbagh, accuse les Frères musulmans du massacre. Mise en cause est également portée par le Président de la Syrie Hafez al-Assad. Dans un communiqué du 24 juin 1979, les Frères musulmans nient leur implication dans ce massacre et la connaissance de ce projet.
Après ce massacre, les attaques terroristes contre des personnalités alaouites deviennent quotidiennes entre 1979 et 1982, notamment à Alep mais également dans d'autres localités du Nord de la Syrie. Ces attaques terroristes sont attribuées par le gouvernement aux Frères musulmans sans pouvoir déterminer la véritable influence de cette dernière organisation.

## Conséquences
Tandis qu'Ibrahim el-Youssef parvient à s'enfuir en Turquie, 6 000 personnes sont arrêtées. Le gouvernement syrien décide alors la condamnation à mort de quinze prisonniers appartenant au mouvement « Islamic resistance movement », tous accusés d'être des agents irakiens. 
Le gouvernement syrien, afin de renforcer son pouvoir, développe un argumentaire qui a toujours cours aujourd'hui, à savoir que les attaques des Frères musulmans sont faites avec l'aide de l'impérialisme et du sionisme, cela dans l'objectif de susciter un conflit confessionnel à l'intérieur du pays.
Ibrahim el-Youssef est finalement abattu 22 juin 1979 par l'armée syrienne à Alep avec deux complices : Mahmoud Al-Jaryan, responsable des opérations pour l'organisation à Idleb, dans le nord du pays, et Moustafa Issa, son adjoint.